# 長安邨

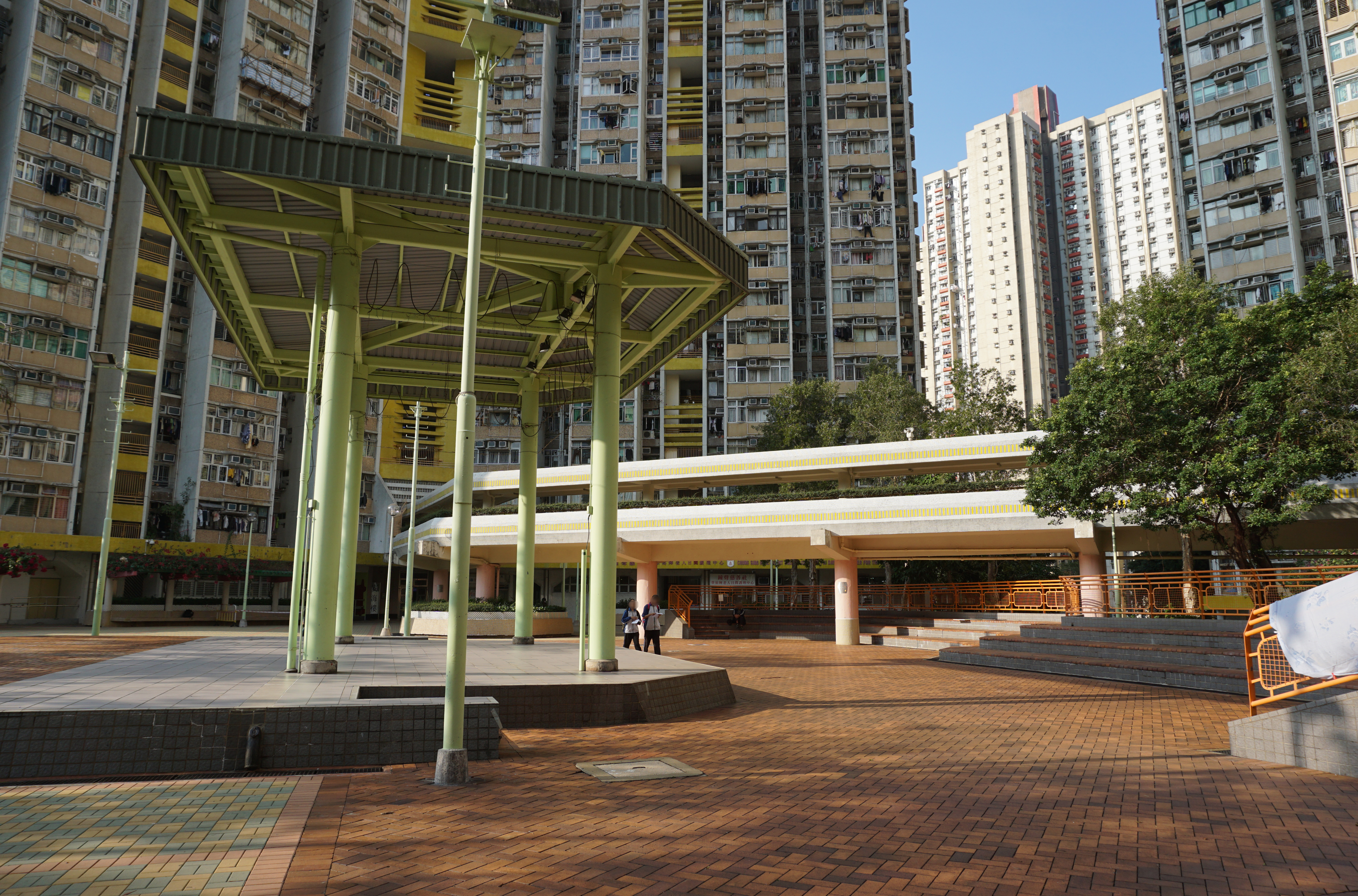
露天劇場

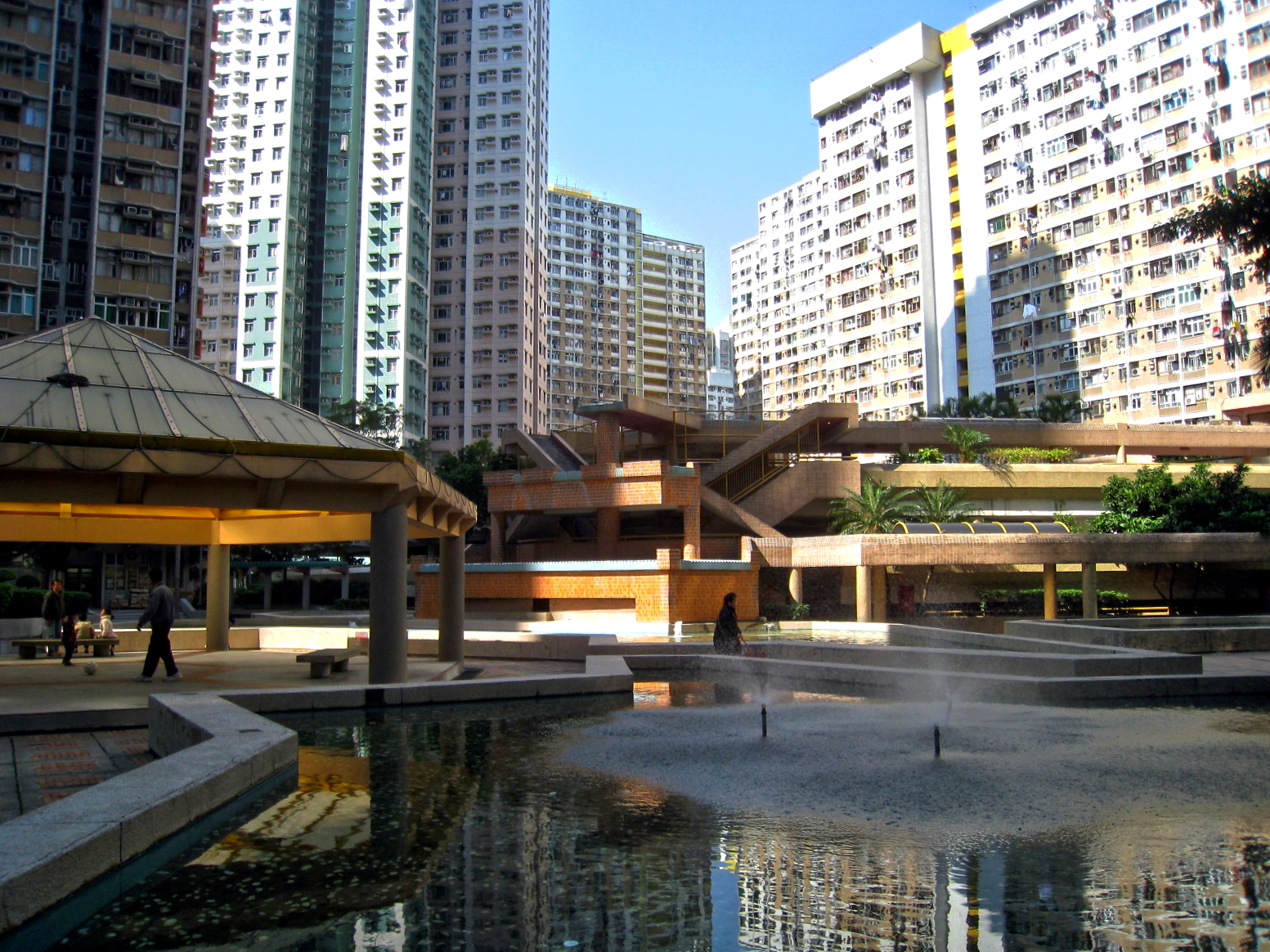
長安邨休憩空間

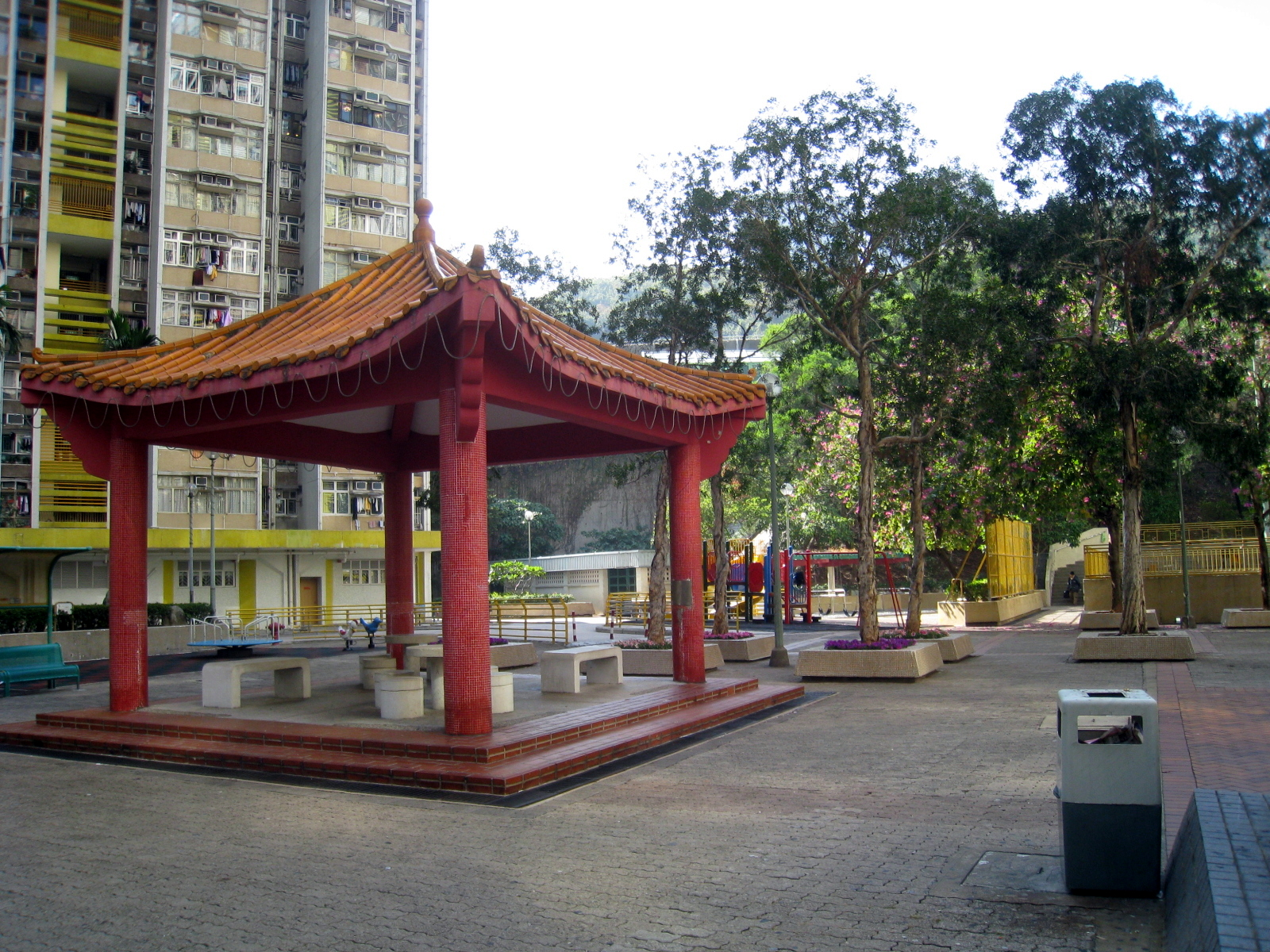
長安邨中式涼亭

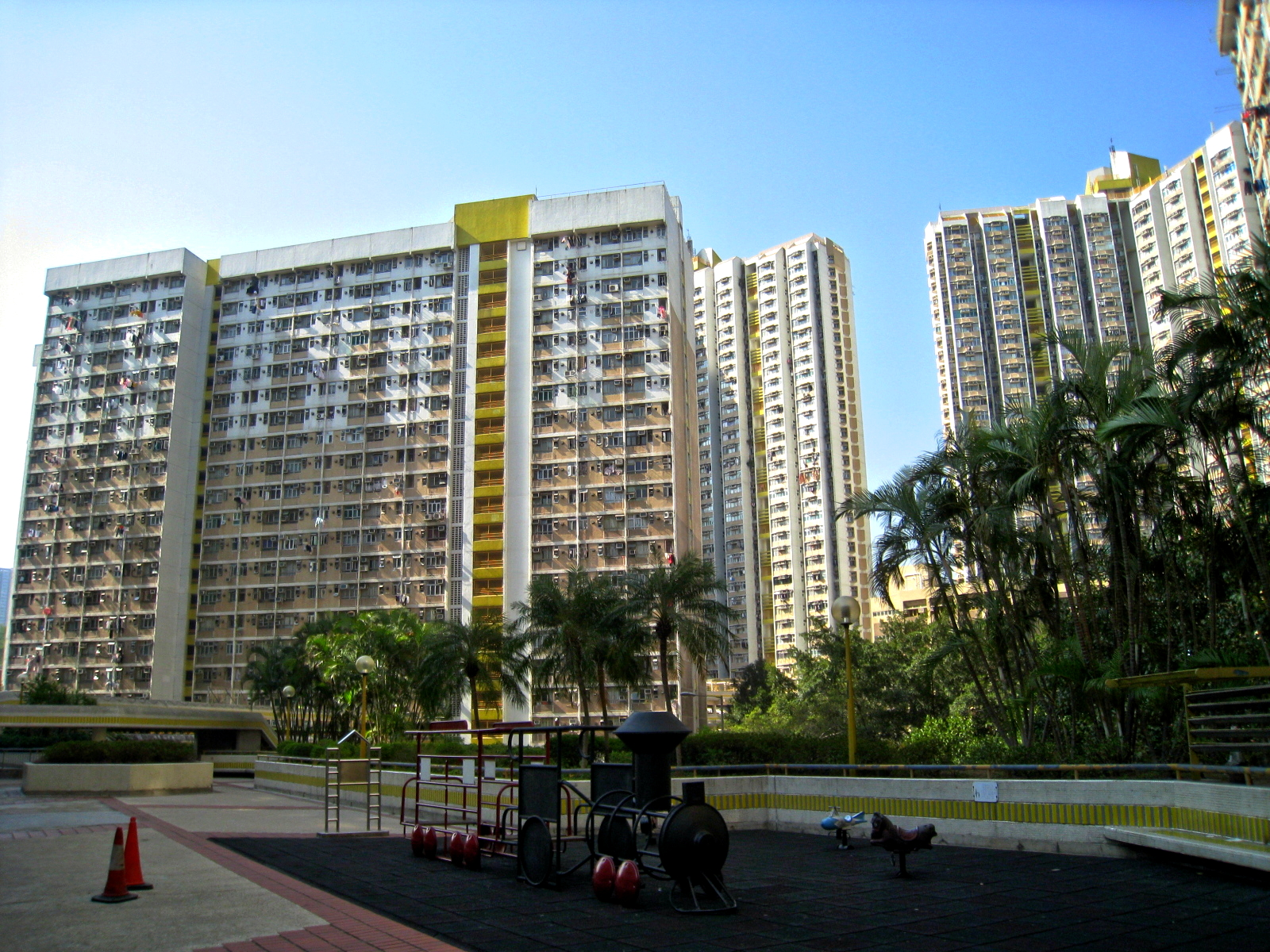
長安邨新長型及Y3型樓宇

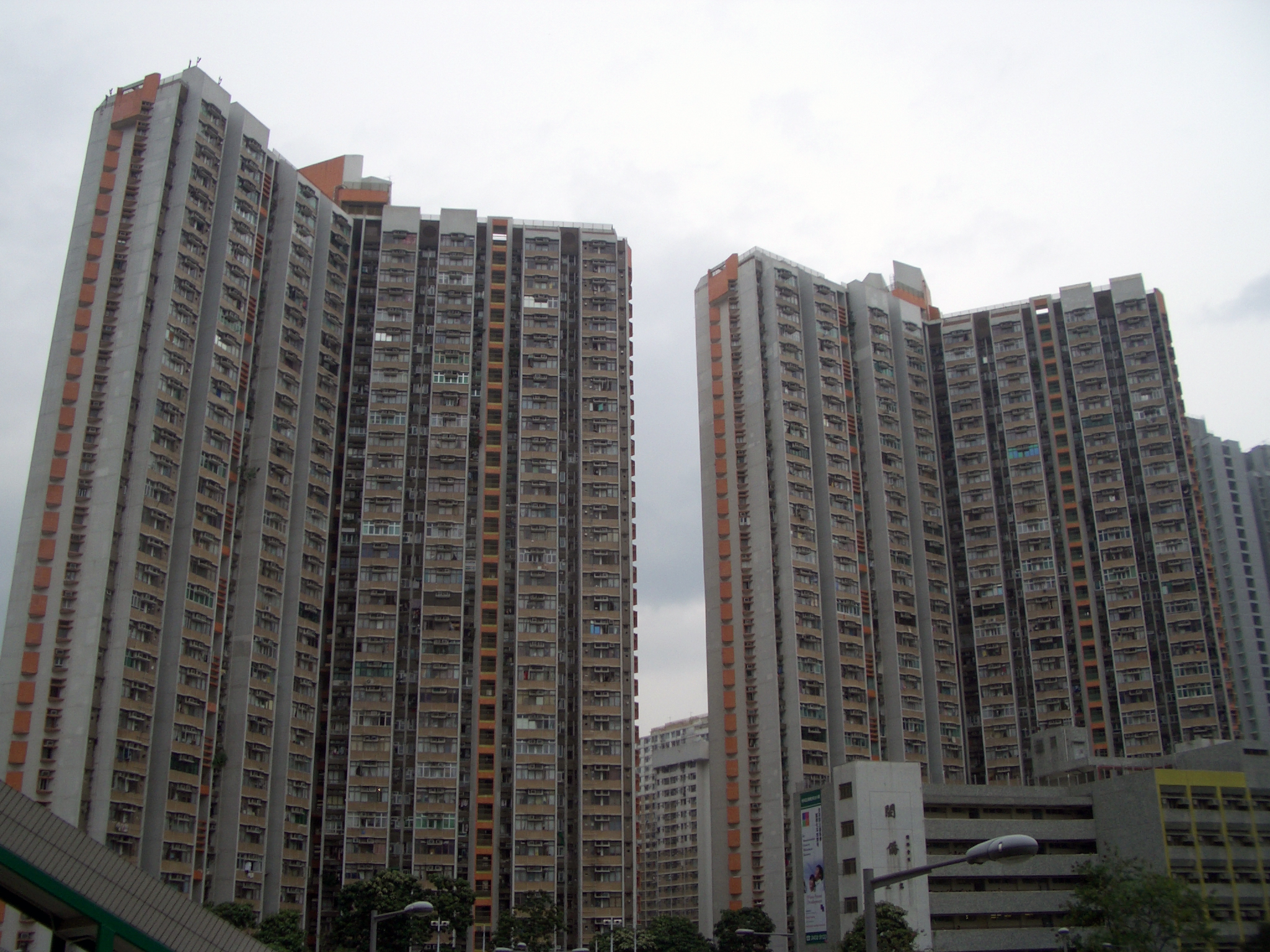
長安邨其中兩幢Y3型樓宇，安泊樓與安湄樓（2006年5月）

22°21′40″N 114°06′14″E / 22.361115°N 114.103767°E
長安邨（英語：Cheung On Estate）是香港的一個公共屋邨，位於新界青衣島北面近青衣站，共有10座樓宇，分兩期發展，屬青衣島第二大的公共屋邨。屋邨於1983年規劃，1985年開始興建，於1987年開始入伙，由香港房屋委員會管理，其後於1998年1月起在租者置其屋計劃（第一期）把單位出售給所屬租戶，現已成立業主立案法團。現時管理長安邨的公司是宜居顧問服務有限公司、保安公司是忠信警衛有限公司。
長安邨本來設有15座，但為了方便管理，房署於1986年便將尚在進行地基工程的第11至15座樓宇及「長安商場」從長安邨分拆出來，並且定名為長發邨，於1989年開始入伙。
長安邨亦是26座問題公屋醜聞中葵青區受影響屋邨居民的指定安置屋邨（另外兩個為顯徑邨及長康邨），並接收1988年拆卸的石籬臨時房屋區居民。
由於長安邨的位置鄰近青衣站及大型商場，所以單位買賣成交在青衣公屋中是最多的。

## 歷史
長安邨前身是青衣担杆山山崗（一期）、門仔塘避風塘和船廠（二期），它的興建與青衣北橋的興建是息息相關的。
青衣島於1970年代發展，青衣大橋於1974年建成，而鄰近青衣大橋的長青邨於1977年入伙。及至1980年代時，當時青衣大橋是唯一的陸路通道連接青衣，而青衣南是工業區，所以有很多重型車輛使用，導致青衣大橋損耗較嚴重，加上青衣不斷興建公共屋邨，所以當局在1983年於青衣北面進行填海工程，用以興建青衣北橋，來減輕青衣大橋的負荷。青衣北填海工程把青衣島與牙鷹洲併合起來，填海區後來建成了長安邨。同時還興建青安臨時房屋區及青發臨時房屋區。其後青發臨屋區重建成青宏苑，青安臨時房屋區清拆後香港房屋委員會與寶灝有限公司聯合重建成青逸軒，青逸軒原屬私人參建居屋，但因香港政府暫停出售居屋，青逸軒便改為公共屋邨出租。
近藍巴勒海峽的位置於填海後預留興建青衣站。上蓋興建了盈翠半島及青衣城，沿海邊位置興建了青衣海濱公園。長安邨與長發邨同時鄰近青衣站，而兩邨內擁有青衣最大的公共交通總站（長安巴士總站）。所以兩邨同樣是整個青衣島上交通最方便的公共屋邨。而長安邨所擁有的樓宇設計類型基本上是集結了整個1980年代底經常使用的標準樓宇設計的款式。

## 屋邨資料

### 樓宇
長安邨10座樓宇的名稱均以部首均以水部及與水有關的自然事物為主，並安放於名稱中間（安〇樓）。
| 樓宇名稱（座號）            | 樓宇類型            | 入伙日期      | 樓宇層數 （住宅層數） | 每層伙數                   | 每座單位數目（伙） | 承建商   | 提供升降機的廠商 | 期數 |
| --------------------------- | ------------------- | ------------- | --------------------- | -------------------------- | ------------------ | -------- | ---------------- | ---- |
| 安海樓（第1座） （英語：On Hoi House）  | Y3型 （早期型設計） | 1988年11月1日 | 35 （3-35樓）         | 24（3-35樓）               | 816                | 新昌營造 | 乘賓 (Sabiem)    | 1    |
| 安洋樓（第2座） （英語：On Yeung House）  | Y3型 （早期型設計） | 1988年12月1日 | 35 （2-35樓）         | 24（2-35樓）               | 816                | 新昌營造 | 乘賓 (Sabiem)    | 1    |
| 安江樓（第3座） （英語：On Kong House）  | Y3型 （早期型設計） | 1987年12月1日 | 35 （3-35樓）         | 22（2樓） 24（其餘樓層）   | 814                | 新昌營造 | 乘賓 (Sabiem)    | 1    |
| 安濤樓（第4座） （英語：On Tao House）  | 新長型              | 1987年12月1日 | 21 （3-21樓）         | 44（3樓） 52（其餘樓層）   | 980                | 新昌營造 | 乘賓 (Sabiem)    | 1    |
| 安湖樓（第5座） （英語：On Wu House）  | 新長型              | 1988年11月1日 | 20 （2-20樓）         | 20（2-3樓） 28（其餘樓層） | 516                | 瑞安建業 | 富士達           | 2    |
| 安潮樓（第6座） （英語：On Chiu House）  | Y3型 （早期型設計） | 1989年3月1日  | 35 （3-35樓）         | 24（3-35樓）               | 800                | 瑞安建業 | 富士達           | 2    |
| 安泊樓（第7座） （英語：On Pak House）  | Y3型 （早期型設計） | 1989年3月1日  | 35 （2-35樓）         | 32（2-35樓）               | 1088               | 瑞安建業 | 富士達           | 2    |
| 安湄樓（第8座） （英語：On Mei House）  | Y3型 （早期型設計） | 1988年11月1日 | 35 （3-35樓）         | 24（3-35樓）               | 792                | 瑞安建業 | 富士達           | 2    |
| 安潤樓（第9座） （英語：On Yun House）  | 相連長型一型        | 1988年11月1日 | 26 （2-26樓）         | 14（2-26樓）               | 358                | 瑞安建業 | 富士達           | 2    |
| 安清樓（第10座） （英語：On Ching House） | 相連長型一型        | 1988年11月1日 | 26 （2-26樓）         | 14（2-26樓）               | 358                | 瑞安建業 | 富士達           | 2    |

（註：由於第三期第11-15座分拆為長發邨，而第12座後來再分拆為青雅苑，故此略去部份座號。）
以粗體字標注的樓宇設有供1-2人住戶入住的「劏房」，主要用作編配給受葵興邨及葵芳邨重建影響的居民。
同時，為更方便住客前往巴士總站、長發商場、長發邨及停車場，本邨於第1至第5座的二樓（安海樓、安江樓）或三樓（安洋樓、安濤樓、安湖樓）、巴士總站上蓋及長發廣場之間建設平台，亦因為如此，一些單位會打通作為平台的一部份；打通或不作住宅用途的單位包括安江樓204及205室、安濤樓307-310,343-346室，以及安湖樓301-308室。

### 學校及福利設施

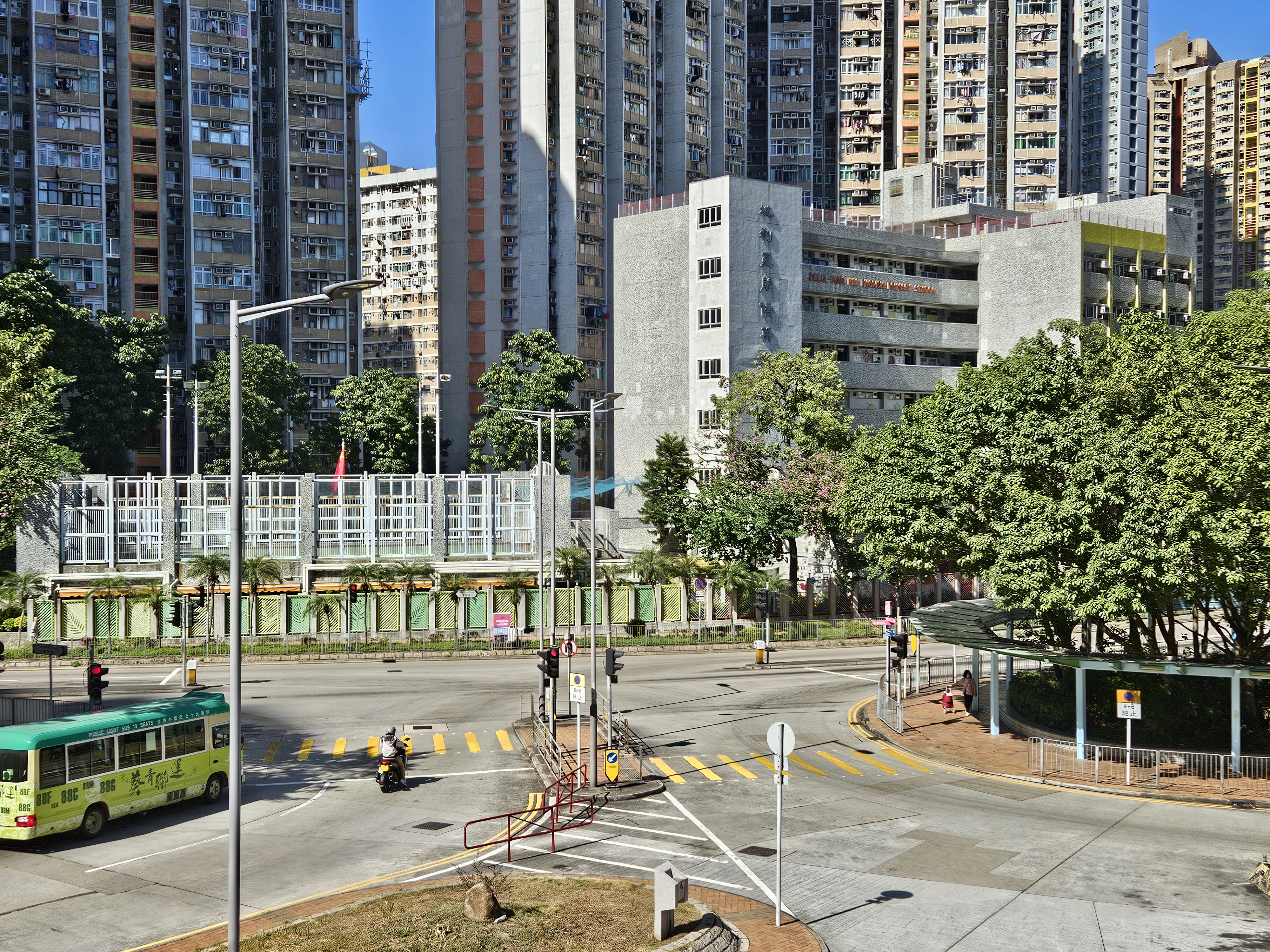
地利亞（閩僑）英文小學

長安邨現有一間中學、兩間小學及兩間幼稚園。

#### 中學
- 皇仁舊生會中學

#### 小學
- 東華三院黃士心小學（1988年創辦）
- 地利亞（閩僑）英文小學（2006年創辦）

已結束
- 閩僑第二小學 （1972年創辦）  （現址為地利亞（閩僑）英文小學）

#### 幼稚園
- 保良局曹金霖夫人幼稚園（1989年創辦）（位於長安邨安潤樓地下）
- 伊斯蘭博愛幼稚園（1989年創辦）（位於長安邨安清樓地下）

已結束
- 佛教真如幼稚園（1986年創辦）（位於長安邨安江樓地下）
- 全完堂長安幼稚園（1989年創辦）（位於長安邨安泊樓地下）

### 綜合家庭服務中心
- 社會福利署北青衣綜合家庭服務中心（位於長安邨安江樓地下123室）

### 長者鄰舍中心
- 香港基督教播道會聯會中國基督教播道會福安堂長者中心（長安邨安泊樓地下123號）

### 長者日間護理中心
- 鐘聲慈善社蔡裕輝老人日間護理中心（位於長安邨安海樓地下118-123室）

### 安老院
- 路德會梁季彝夫人安老院（位於長安邨安湄樓地下及2樓）

### 其他設施
長安邨設有三個籃球場，一個羽毛球場及一個手球場及多個遊樂場，並設有兩個多層停車場。邨內設有行人天橋通往長安巴士總站及長發商場。此外，邨內多處亦設有多台飲品售賣機，方便市民所需。

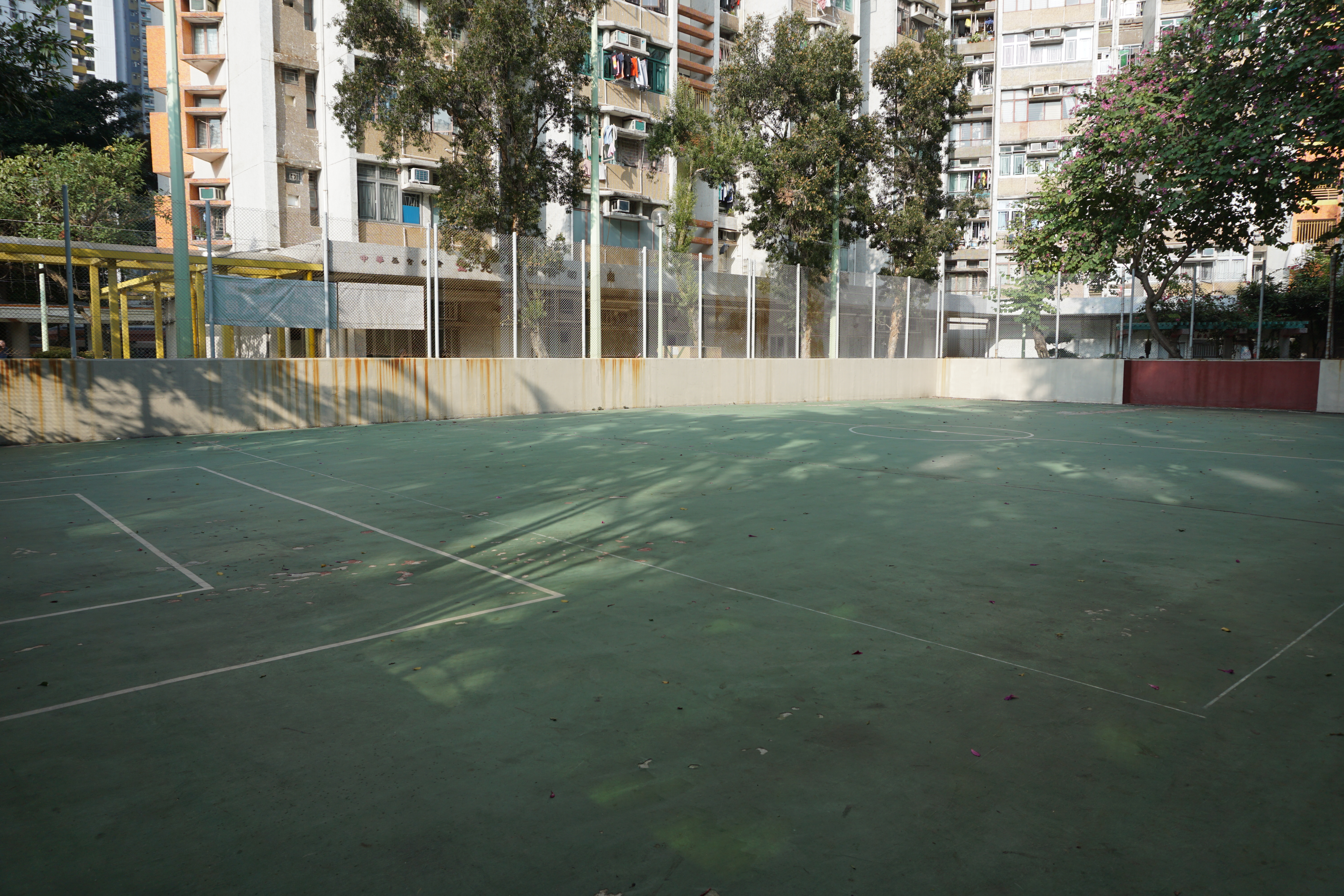
足球場
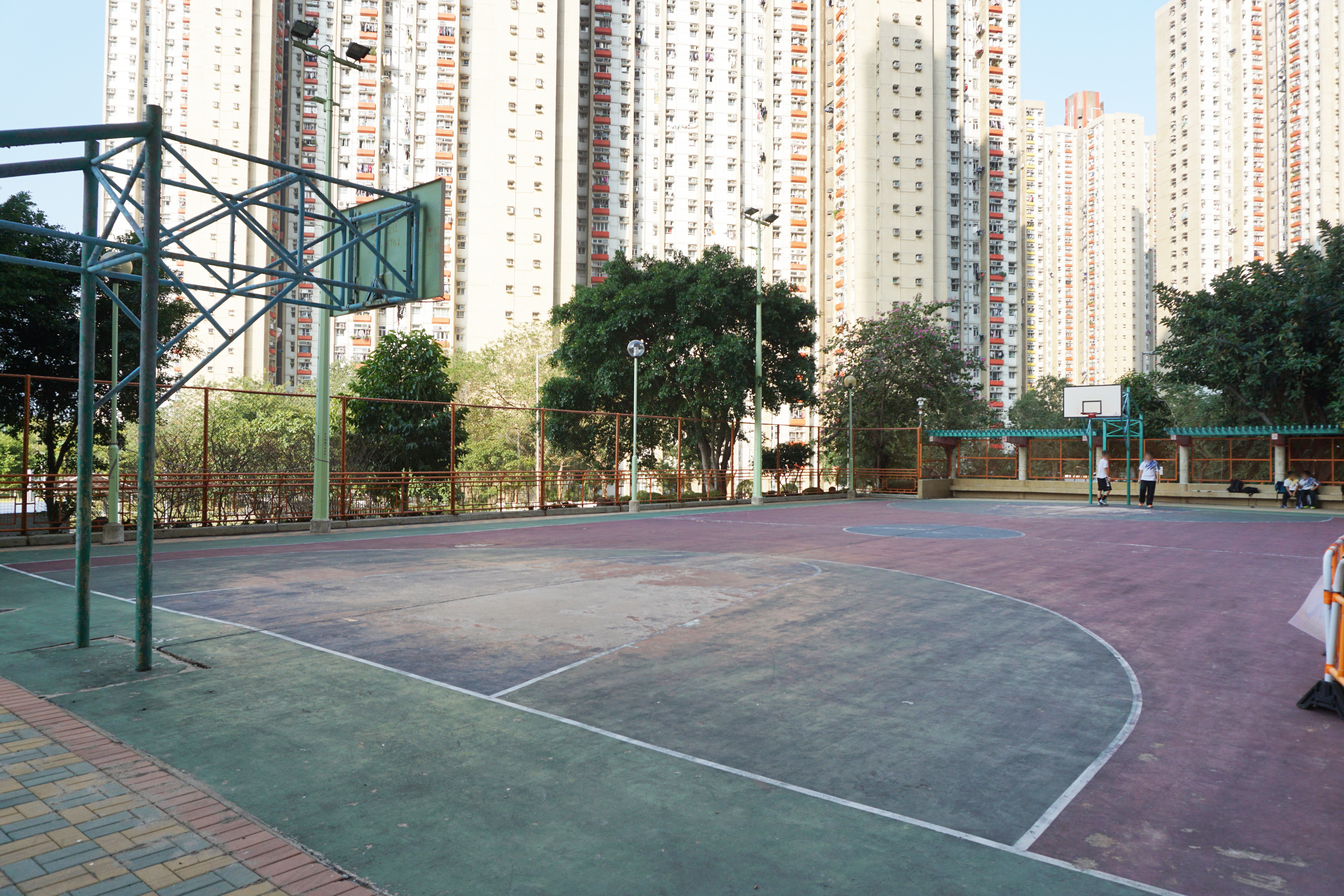
籃球場
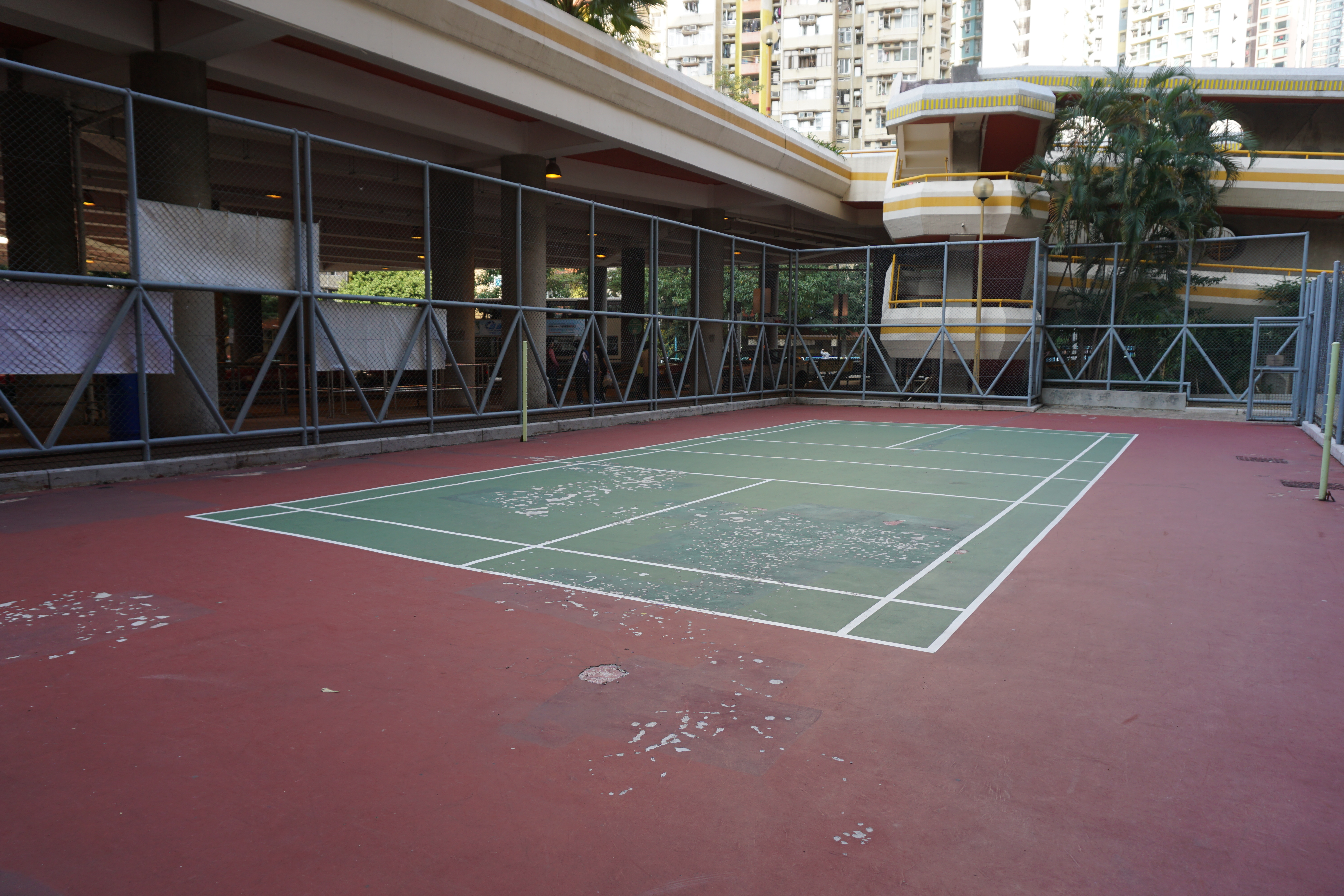
羽毛球場
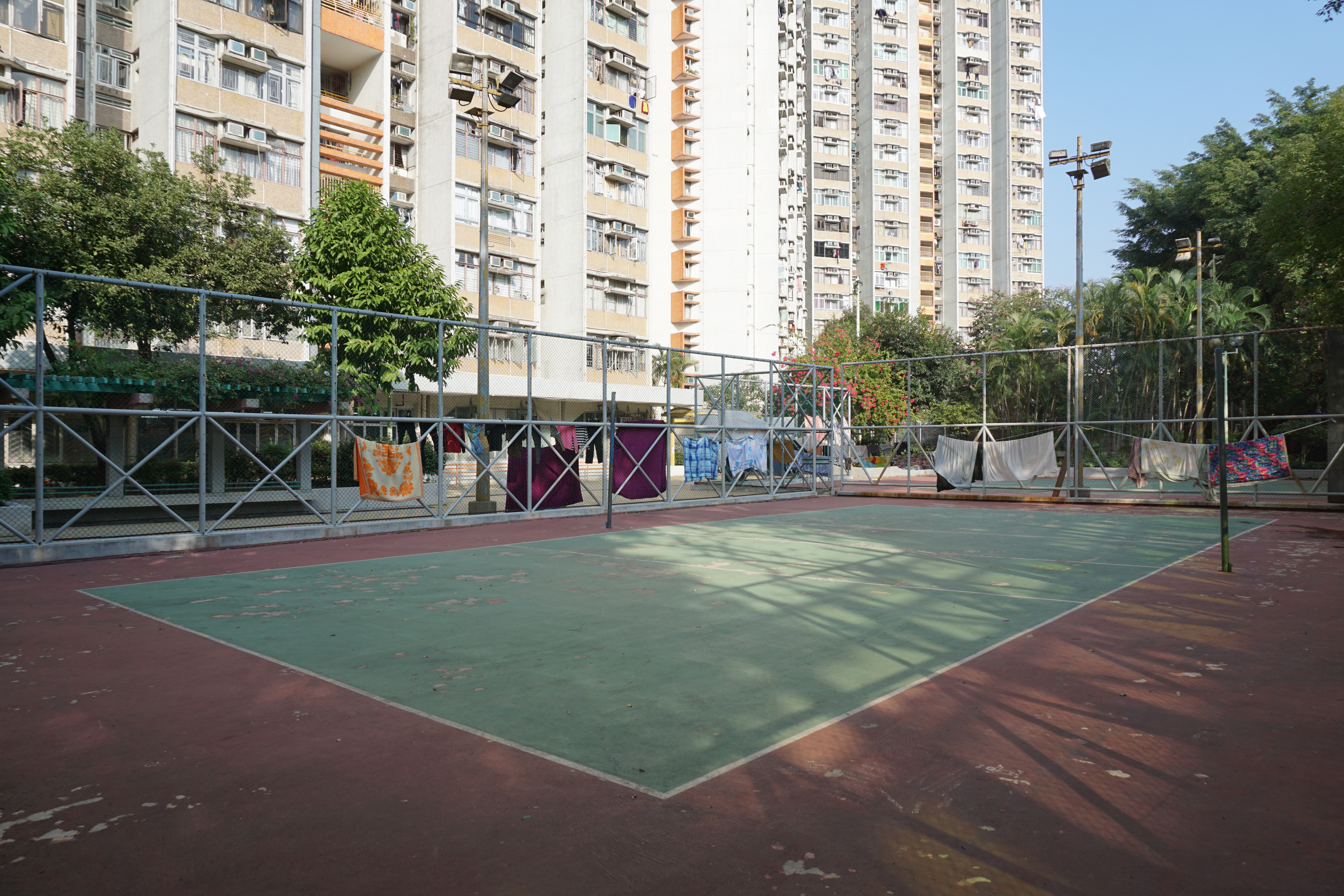
排球場
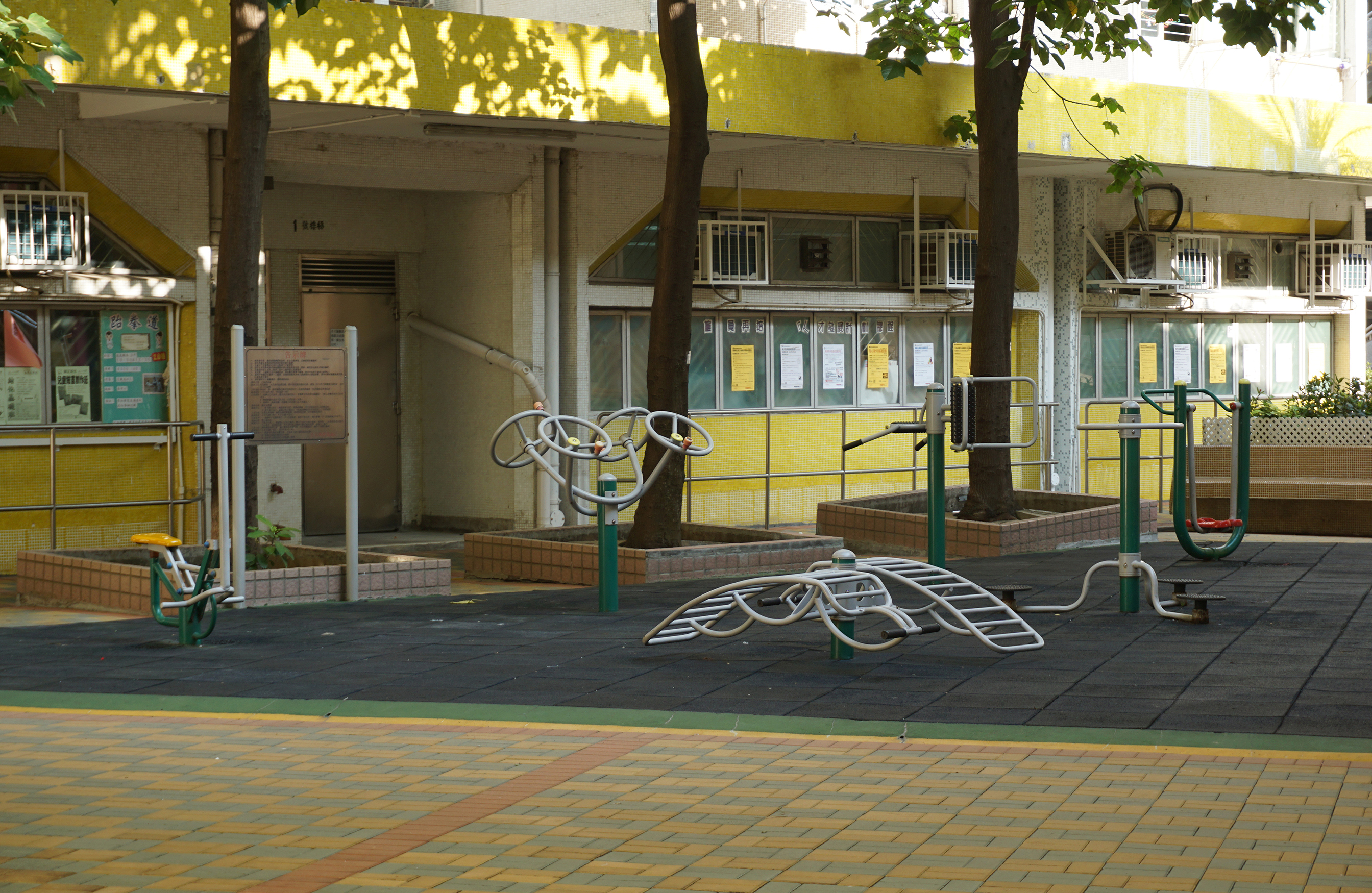
健體區
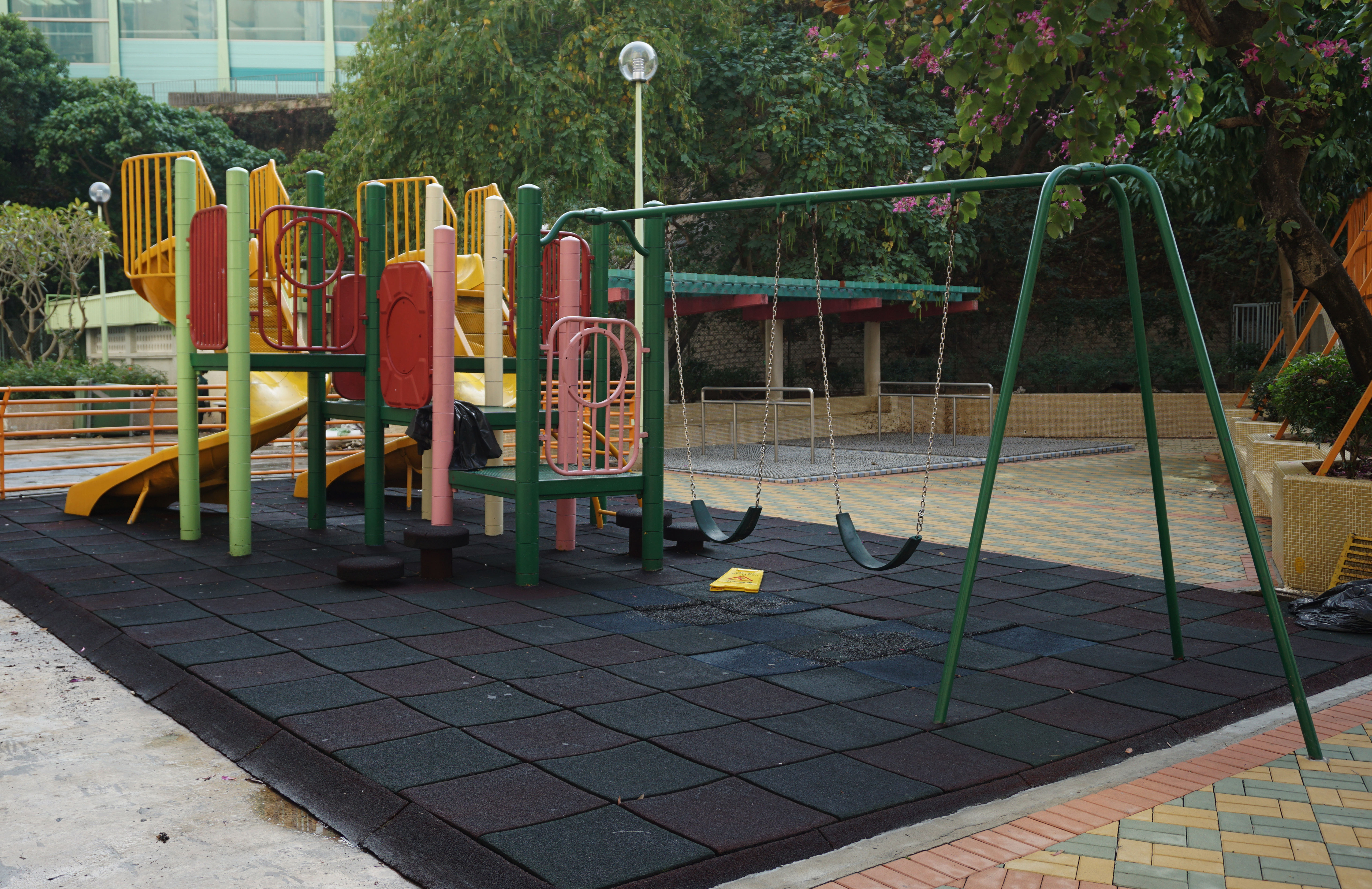
兒童遊樂場及卵石路步行徑
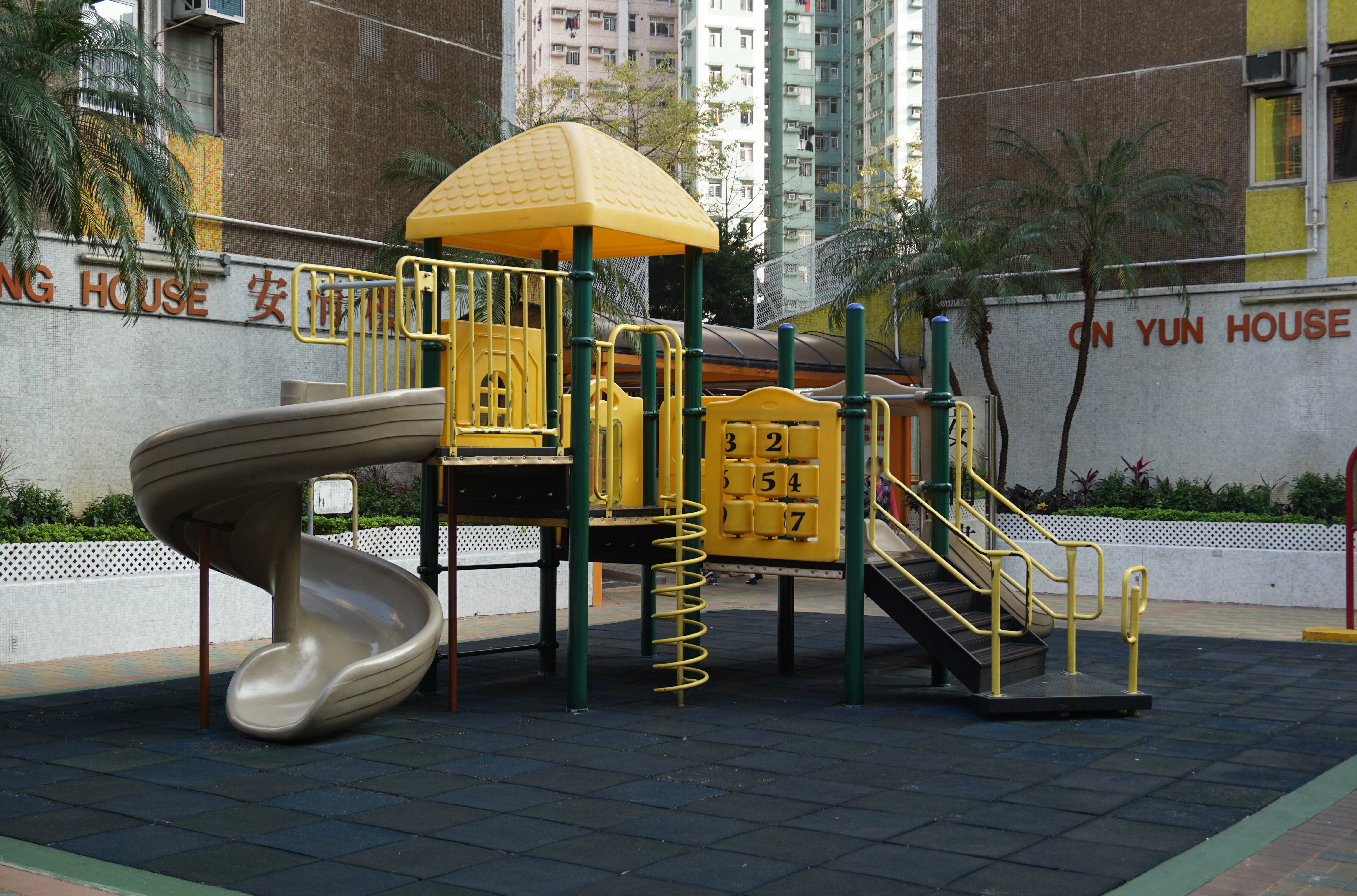
兒童遊樂場（2）
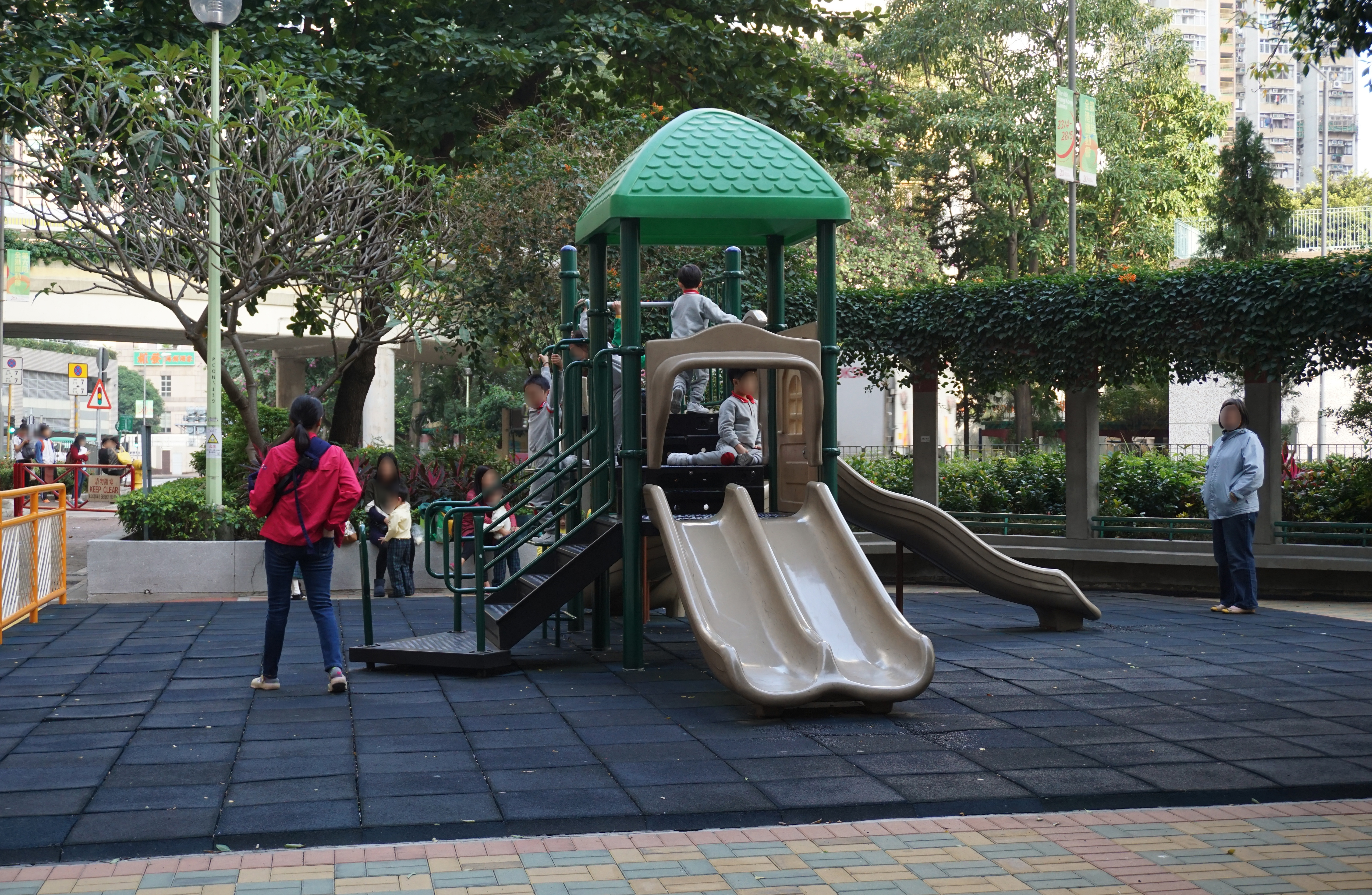
兒童遊樂場（3）
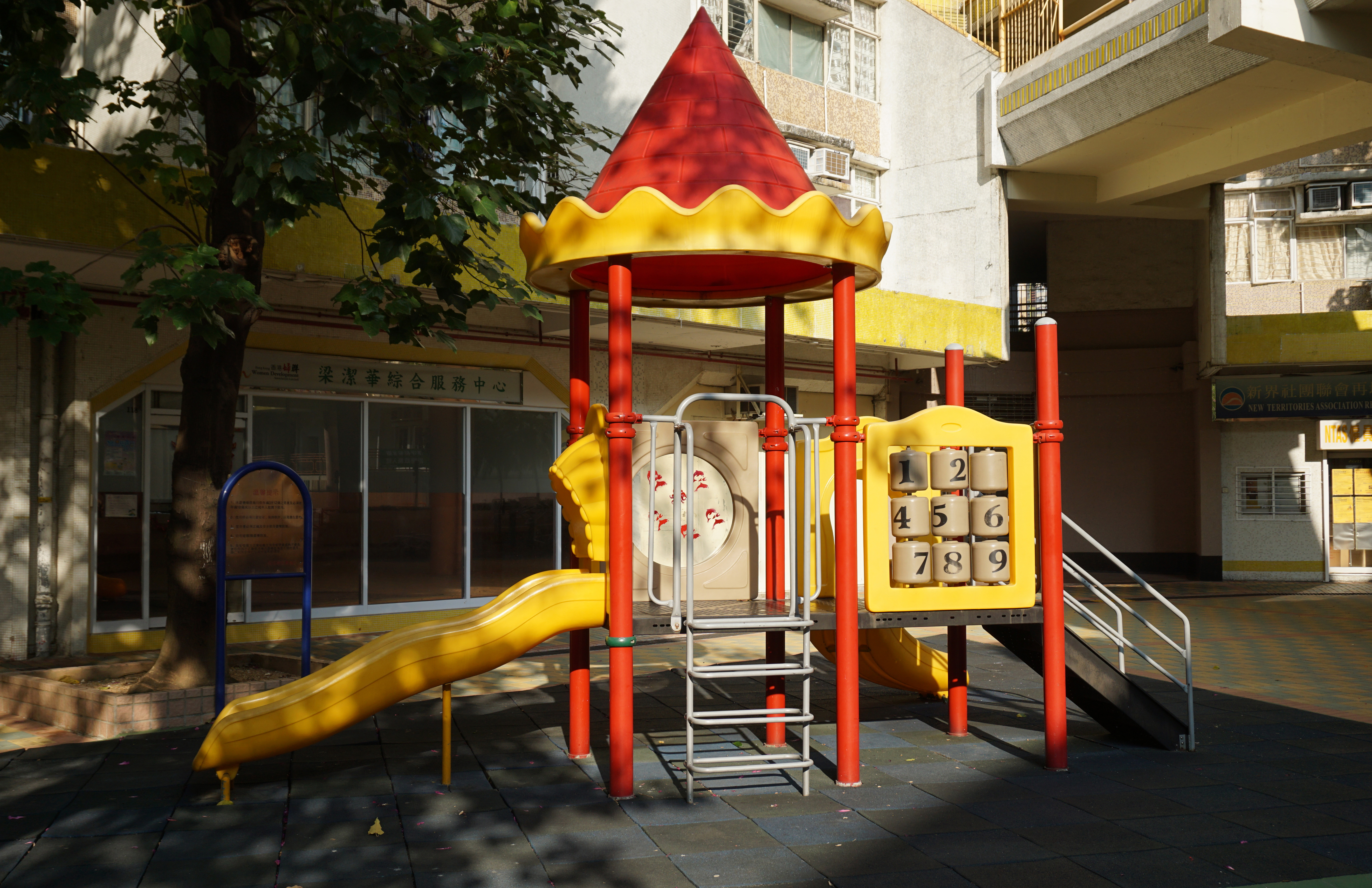
兒童遊樂場（4）
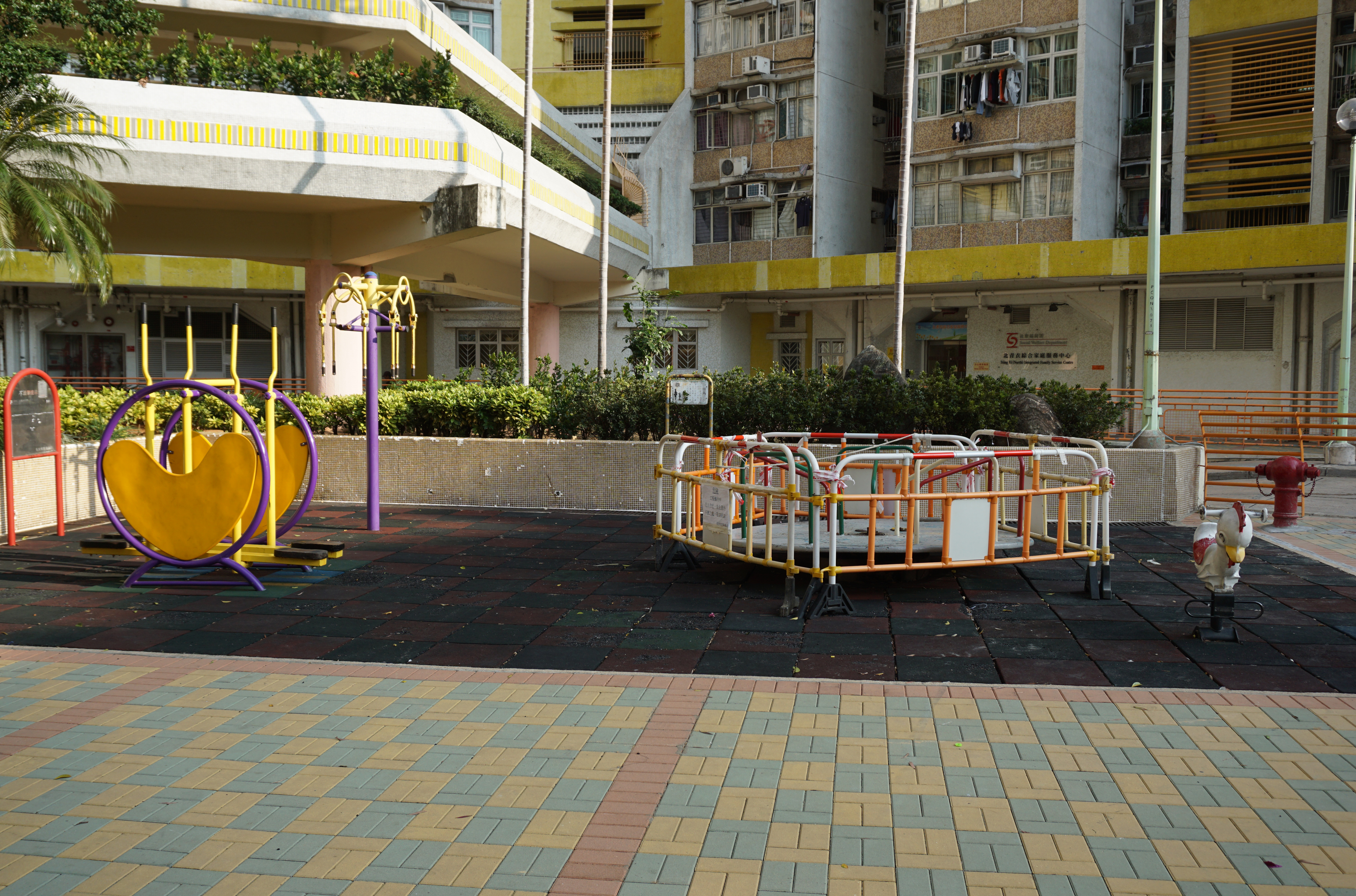
兒童遊樂場（5）及健體區（2）
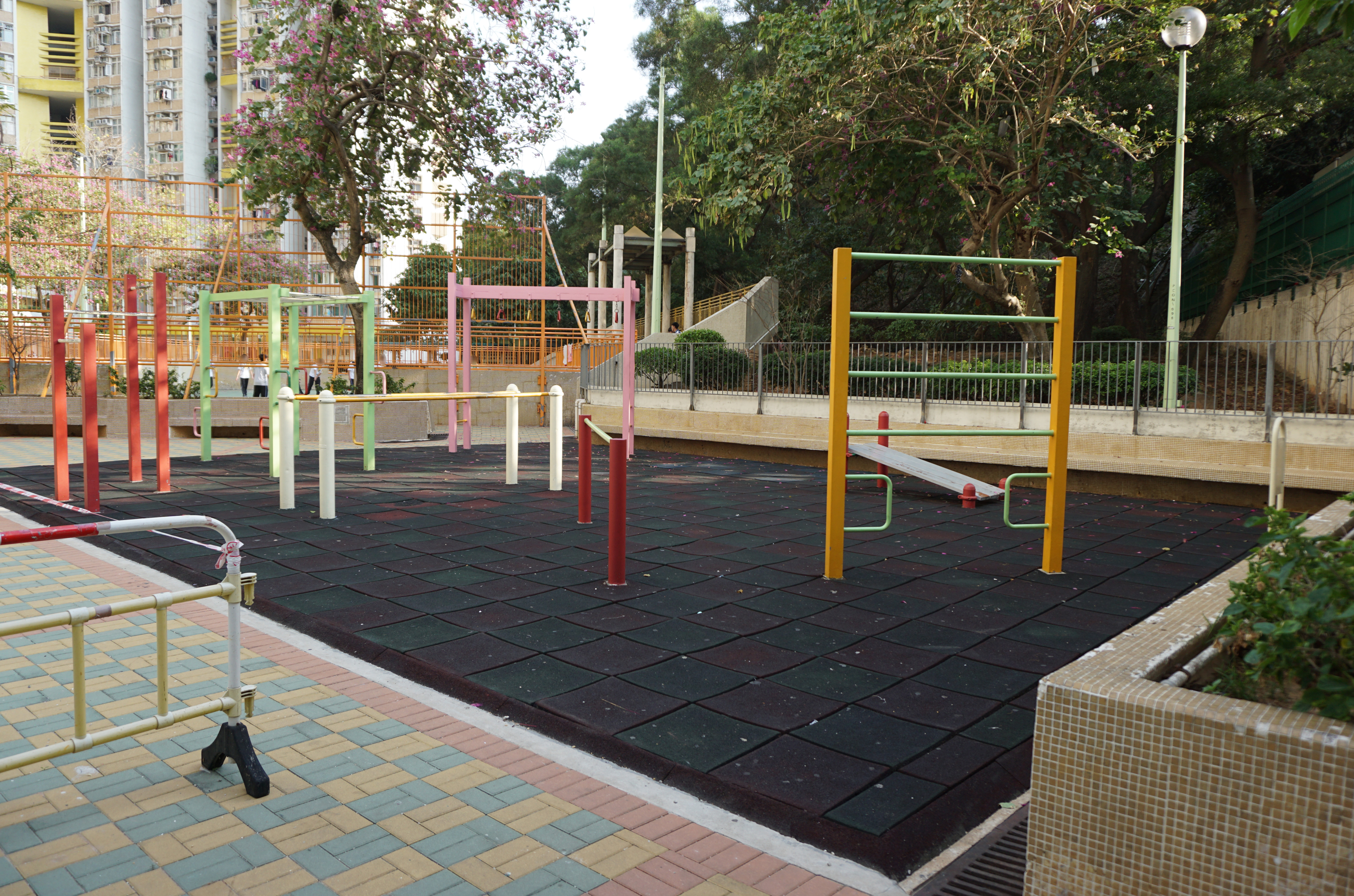
健體區（3）

## 交通

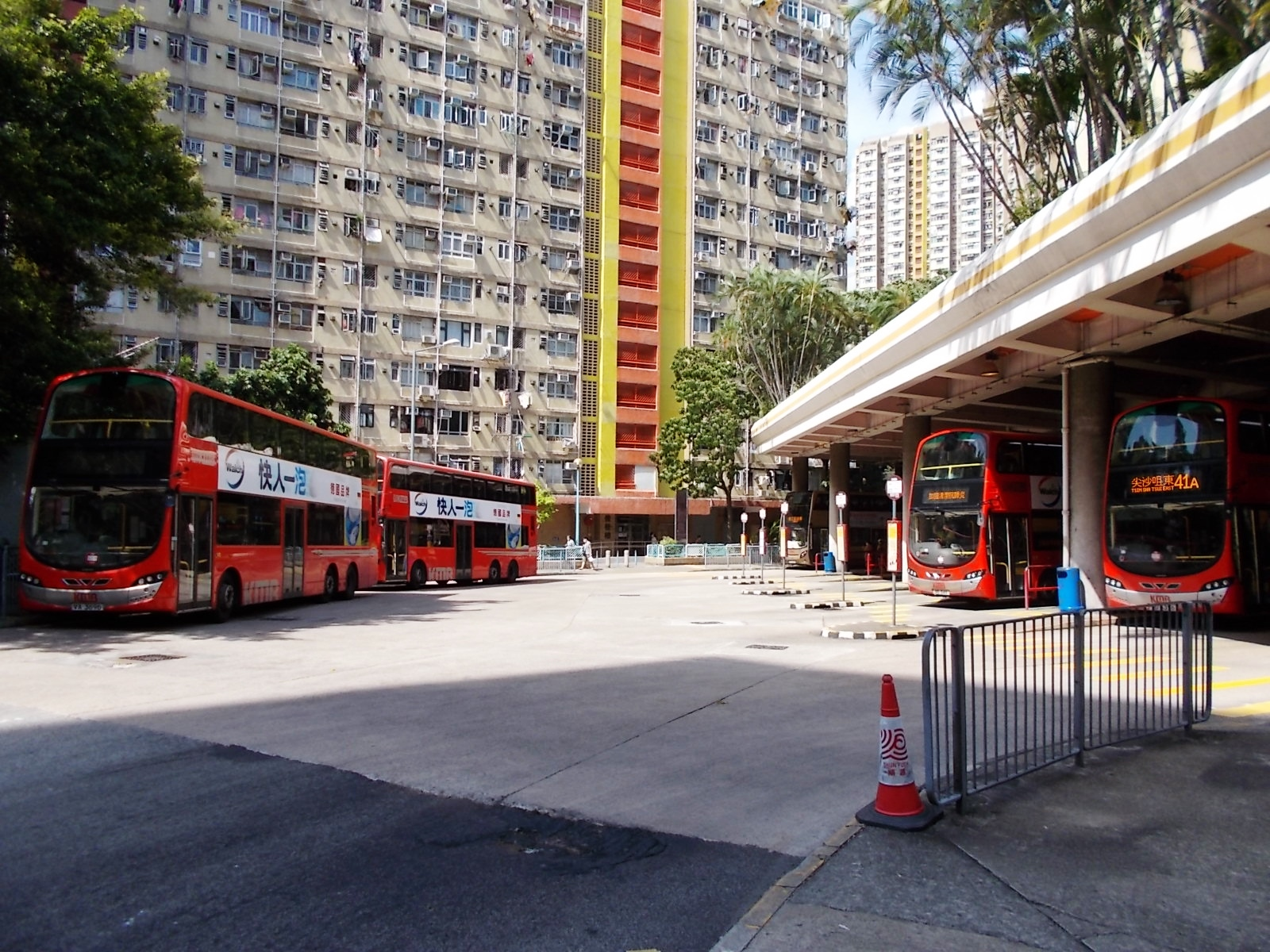
長安巴士總站是青衣一個主要的交通樞紐，不同路線的巴士把青衣居民帶到香港不同的地方，如旺角、沙田、藍田與天后等

## 區議會議席分布
| 年度/範圍                                        | 2000-2003 | 2004-2007 | 2008-2011 | 2012-2015 | 2016-2019 | 2020-2023 | 2024-2027 |
| ------------------------------------------------ | --------- | --------- | --------- | --------- | --------- | --------- | --------- |
| 安海樓、安洋樓、安江樓、安濤樓、安潤樓以及安清樓 | 長安選區  | 長安選區  | 長安選區  | 長安選區  | 長安選區  | 長安選區  | 青衣選區  |
| 安湖樓 、安潮樓、安泊樓以及安湄樓                | 雅安選區  | 安灝選區  | 安灝選區  | 安灝選區  | 安灝選區  | 安灝選區  | 青衣選區  |

## 事件

### 管理爭議
2016年9月11日，長安邨業主立案法團召開特別業主大會，動議提早與港深聯合物業管理有限公司及葉氏清潔服務公司續約。新合約每戶每月管理費、保安及清潔費將分別加價約3%及6%。有業主不滿法團未有公開投標便與管理公司續約；更有在場業主踢爆4年前已過身的母親竟然「被簽署」授權書，授權他人在業主大會投票。最終在大批業主反對下，擱置有關動議。 會上有業主情緒激動，試圖衝上台抗議，郤被保安員推倒在地上受傷，法團主席李錦麟隨即報警，傷者需由救護員送院治療。當日不足200人出席業主大會，法團卻有1,813位業主簽署授權書；有業主指保安員上門收集授權書，斥即使出席的業主全數反對提早續約，票數也不及授權票，阻止不到議程通過。管理公司被業主追問下，承認授權書無需填上身份證號碼，只需要填上業主姓名及簽名，交回後再由管理公司經核對田土廳紀錄便可。業主立案法團主席李錦麟解釋「死人授權書」一事，表示「點解死人都有授權書我真係唔知」（「為何已去世的人也有授權書，我真的不知道」）並指若核實清楚會取消該授權書。最終大會在出席業主的反對聲下提出擱置與港深提早續約，舉手投票以73票贊成，13票反對通過，清潔公司則獲暫續約半年。
到2017年1月，青衣長安邨居民組織「長安後浪」雖成功撤換舊法團，並改組成監察組，希望能監察法團運作，並推動法團改革。但上任後由於人事紛爭多，委員不願聽意見，在作風手法封閉和失去互信下而針鋒相對，而居民對屋邨有多方面投訴。有成員對現時情況感到心灰。

### 防暴警深夜施放大量催淚彈
2019年11月14日晚上，青衣北担杆山迴旋處一帶有數百名市民集結，起初局勢平靜，不過到午夜前，防暴警員由青荃橋抵達担杆山迴旋處，扣留了數名在該處的示威者，之後走入長安邨安清樓附近清除示威者設置的路障。到11時58分，警員舉起黑旗，警告會施放催淚彈。雖路上已經沒有示威者，惟警員在沒有預先警告下，在踏入11月15日午夜12時的一刻向屋邨範圍發射催淚彈。其後在青敬路及担杆山路一帶估計發射了30多發催淚彈和數發橡膠子彈，引致多座樓宇濃煙密佈，途人爭相走避。警員到凌晨12時30分後撤退。
事件中雖然沒有市民受傷及拘捕，不過到數日後，有不少居民表因直接吸入催淚煙或接觸受污染物而感到不適，更有兒童出現較嚴重的敏感。